# Сінема
«Сінема» («სინემა») — радянський художній фільм 1977 року, знятий режисером Ліана Еліава на кіностудії «Грузія-фільм».

## Сюжет
Повернувшись із Парижа, Сосіко Чолокашвілі знайомить своїх співвітчизників із кіноапаратом. Для створення національного кінематографа молода людина звертається до міської влади та меценатів, але, не отримавши підтримки, разом з одним організовує кампанію зі збору коштів та вирушає подорожувати повітряною кулею.

## У ролях
- Мурман Джинорія — Сосіко Чолокашвілі (дублював С. Малишевський)
- Гурам Пірцхалава — Яша Костава, дворянин, захоплений повітроплаванням (дублював В. Спиридонов)
- Кетеван Кобулія — Націко, кохана Сосіко
- Авто Кереселідзе — Бесо, юний помічник Сосіко
- Гурам Лордкіпанідзе — Амберк, фотограф
- Шалва Херхеулідзе — Гога, князь, дядько Сосико Чолокашвілі
- Тенгіз Арчвадзе — Сандро, артист
- Аріадна Шенгелая — княгиня
- Лія Еліава — Олена
- Тамара Ціцішвілі — княгиня
- Рамаз Чхиквадзе — князь
- Олександр Джаліашвілі
- Тамара Тваліашвілі — бабуся Сосіко
- Читолія Чхеїдзе — роль другого плану
- Дмитро Кіпіані — роль другого плану
- Дареджан Харшиладзе — француженка-повітроплавець
- Галина Берадзе — роль другого плану
- Шалва Гедеванішвілі — епізод
- Бондо Гогінава — майстровий
- Абессалом Лорія — поліцейський
- Мака Махарадзе — епізод
- Манана Менабде — співачка у ресторані
- Василь Чхаїдзе — знатний пан
- Гіві Тохадзе — знатний пан
- Лейла Абашидзе — епізод
- Кіра Андронікашвілі — княгиня
- Язон Бакрадзе — Зольді, метрдотель
- Паата Бараташвілі — епізод
- Д. Гагуа — епізод
- Г. Гвішіані — епізод
- Ніно Горделадзе — епізод
- Геронтій Дарахвелідзе — епізод
- Д. Кіпшидзе — епізод
- Давид Кобулов — знатний пан, глядач на запуску повітряної кулі
- Джімі Ломідзе — глядач на запуску повітряної кулі
- Тетяна Лордкіпанідзе — епізод
- Арчіл Мачабелі — епізод
- Димитрій Оміадзе — майстровий
- Лео Сохашвілі — глядач на запуску повітряної кулі
- Володимир Читішвілі — Амеріндо Діасанідзе, банкір
- Додо Чичінадзе — епізод
- Ростом Чхеїдзе — епізод

## Знімальна група
- Режисер — Ліана Еліава
- Сценаристи — Леван Челідзе, Ліана Еліава
- Оператор — Давид Схіртладзе
- Композитор — Гія Канчелі
- Художник — Крістесіа Лебанідзе